# Monorail (Bellewaerde)
Monorail was een monorail in het Belgische dieren- en attractiepark Bellewaerde Park te Ieper.
Op het spoor van de monorail stonden vijf treinen met elk tien banken die voorzien waren voor twee personen. De attractie was gebouwd door Mahieu, een plaatselijke constructeur.

## Sluiting
De monorail werd na 25 jaar dienst onverwachts gesloten op woensdag 29 augustus 2007. De directie besliste toen om wegens zijn ouderdom de attractie voor de rest van het seizoen te sluiten. Er waren eerder dat seizoen al meermaals problemen mee geweest. Het spoor was in een zeer slechte staat, waardoor de veiligheid van de bezoekers in het gedrang kwam. Reden hiervoor was opkomende metaalmoeheid, waardoor de veiligheid niet meer volledig kon gegarandeerd worden.
In oktober 2007 werd een stuk uit de rails gezaagd voor verdere analyse van het metaal. Niet veel later werd reeds een groot stuk baan afgebroken, vermoedelijk om groot verkeer door te laten in het park, vermits de hoogtebeperking van 3 meter dan wegviel. Bij aanvang van het nieuwe seizoen in 2008 was de monorail volledig verdwenen.

## Verloop
De monorail was een rondrit door drie delen van het park: Jungle, Far West en Mexico. Hij passeerde onder andere onder de drop van de River Splash en boven de Keverbaan. Verder had hij een apart parcours tussen bomen en struiken, waar men in alle rust kon genieten van het groene park.

## Halloween
Na de verwijdering in 2007, werd een trein in 2008 nog gebruikt als Halloweendecoratie voor het park.
Tegenwoordig wordt het station van de monorail gebruikt als spookhuis voor Halloween. Het is volledig dichtgetimmerd en wordt tijdens het gewone seizoen niet gebruikt, echter is het wel een mooi stukje decoratie voor het themagebied jungle, dat anders vrij leeg zou zijn.
Afbeeldingen